# Свирстрој
Свирстрој (рус. Свирьстрой) насељено је место са административним статусом варошице (рус. посёлок городского типа) на северозападу европског дела Руске Федерације. Налази се у североисточном делу Лењинградске области и административно припада Лодејнопољском рејону.
Према проценама националне статистичке службе за 2014. у вароши је живело 950 становника.
Статус насеља урбаног типа, односно варошице носи од 1931. године.

## Географија
Варошица Свирстрој смештена је на левој обали реке Свир, на североистоку Лодејнопољског рејона Лењинградске области. Налази се на свега 18 километара североисточно од рејонског центра Лодејнога Поља.
Седиште је истоимене урбане општине површине 306,35 км².

## Историја
Насељено место Свирстрој основано је 1927. године као радничко насеље за запослене који су радили на градњу Доњосвирске хидроелектране. Захваљујући електрани насеље се убрзано развијало и већ 1931. године додељен му је аднинистративни статус радничке варошице.
Током Другог светског рата варошица је готово до темеља порушена, укључујући и објекат хидроелектране. Одмах по окончању рата започела је интензивна обнова насеља.
Одлуком локалних рејонских власти од јануара 2006. формирана је Свирстројска урбана општина површине 306,35 км².

## Становништво
Према подацима са пописа становништва 2010. у вароши је живело свега 927 становника, док је према проценама националне статистичке службе за 2014. варошица имала 950 становника. Свирстрој је најмање насељено подручје са урбаним статусом на подручју целе Лењинградске области.
| 1939. | 1959. | 1970. | 1979. | 1989. | 2002. | 2010. | 2014. |
| ----- | ----- | ----- | ----- | ----- | ----- | ----- | ----- |
| 7,712 | 2,176 | 1,457 | 1,303 | 1,156 | 1,044 | 927   | 950   |